# Národní vulkanická památka Mount St. Helens
Národní vulkanická památka Mount St. Helens je americká národní památka, do které patří okolí hory Mount St. Helens ve státě Washington. Založil jí bývalý prezident Ronald Reagan 27. srpna 1982 po velké erupci v roce 1980. 445 km² velká památka byla vytvořena za účelem průzkumu, rekreace a vzdělávání. Životní prostředí uvnitř území je ponecháno přirozené reakci se všemi vyrušeními.
Památka se stala první památkou svého typu, kterou spravuje americká správa lesů. Při dedikačních ceremoniích v roce 1983 prohlásil její ředitel, Max Peterson, že „jsou pyšní, že mohou uchránit unikátní období přírodní historie pro budoucí generace“. Od té doby bylo založeno mnoho stezek, vyhlídek, informačních stanic, tábořišť a piknikových prostorů, které mají za účel obsluhovat rok co rok se zvyšující počet návštěvníků památky.
Na začátku léta 1983 mohli návštěvníci jet až k Větrnému hřebeni, který se nachází pouze šest kilometrů od kráteru. Horolezectví na vrchol sopky bylo povoleno v roce 1986.

## Turistické centrum u Stříbrného jezera
Turistické centrum bylo dokončeno v prosinci 1986 u Stříbrného jezera, asi 48 kilometrů západně od hory Mount St. Helens a 8 kilometrů východně od dálnice Interstate 5. Na konci roku 1989 dosáhlo centrum jednoho a půl milionu návštěvníků.
Turistické centrum bylo otevřeno až v roce 1987 a nyní ho provozuje systém washingtonských státních parků. Jsou zde výstavy ukazující kulturu a historii oblasti, přírodní historii a geologii sopky a erupcí včetně obnovy rostlinného i živočišného života. V centru se nachází rovněž divadlo, obchod se suvenýry a několik turistických stezek. Platí se zde nevelké vstupné.
Dříve bylo centrum operováno americkou lesní správou, ale díky své blízkosti ke státnímu parku Seaquest ho nyní provozuje systém washingtonských státních parků a také je známo jako turistické centrum u státního parku Seaquest.

## Lesní vzdělávací centrum
Lesní vzdělávací centrum se nachází ve výbuchové zóně hory, u silnice 504. Společně ho provozují společnost Weyerhaeuser, washingtonské ministerstvo dopravy a Rocky Mountain Elk Foundation. Vystavuje se zde přírodní historie a geologie památky včetně obnovy lesů, znovuzalesnění a konzervace lesních zdrojů.
Centrum je otevřeno veřejnosti od května do října, vstupné je zdarma.

## Observatoř na Johnsonově hřebeni
Observatoř se nachází na konci silnice 504, zhruba 83 kilometrů východně od Castle Rocku. Vystavuje se zde geologická historie sopky, záznamy očitých svědectví největší erupce a věda o sledování sopečné aktivity. Dostupný je i film a nachází se zde také knihkupectví. Kilometrová stezka zavede návštěvníky k výhledům na lávovou kopuli, sopečný kráter, pemzovou planinu a nánosy sesuté půdy.
Observatoř se nachází na místě, kde pobýval při erupci vulkanolog David A. Johnston, který katastrofu nepřežil, a byla otevřena v roce 1997.

## Jižní a východní svah hory
Na jižní a východní svah hory se dá dostat pouze po cestách lesní správy.

### Medvědí louky
Medvědí louky se nachází severovýchodně od hory, na cestě lesní správy č. 99. Při erupci zde tábořil Gary Rosenquist a jeho přátelé. Série fotek, které Rosenquist vyfotil, nám dává přehled o tom, jak erupce probíhala. Po hlavním výbuchu ale skupina opustila tábořiště ve strachu o život, zatímco Rosenquist dále fotil při úniku automobilem. Erupce lučiny nezasáhla, jelikož ji přesměroval hřeben západně od nich. V rozhovoru pro televizní stanici KIRO-TV prohlásil, že hřeben nazvali „čárou smrti“.

### Větrný hřeben
Větrný hřeben je nejbližší bod k hoře, který je přístupný veřejnosti. Od jara 1983 sem mohou jet turisté autem po cestě lesní správy č. 99, na místo, které leží pouhých šest kilometrů od kráteru. Z Větrného hřebenu mohou turisté vidět jezero Spirit a nejen důkaz ohromné erupční destrukce, ale také skvělý příklad obnovy vegetace a návratu divokého života.